# دوم باري
دوم باري (بالإنجليزية: Dom Barry)‏ هو لاعب كرة قدم أسترالية أسترالي، ولد في 7 مارس 1994.

## وصلات خارجية
- دوم باري على موقع AustralianFootball.com (الإنجليزية)
- دوم باري على موقع AFLtables.com (الإنجليزية)